# Арсилья, Франсиско
Франсиско Арсилья Альер (исп. Francisco Arcilla Aller; род. 14 января 1984, Леон, Кастилия и Леон) — испанский легкоатлет, специалист по спортивной ходьбе. Выступал за сборную Испании по лёгкой атлетике в 2000-х и 2010-х годах, победитель и призёр Кубка Европы в командном зачёте, победитель иберо-американского чемпионата, обладатель бронзовой медали командного чемпионата мира, многократный победитель и призёр первенств национального значения, участник летних Олимпийских игр в Рио-де-Жанейро.

## Биография
Франсиско Арсилья родился 14 января 1984 года в Леоне, автономное сообщество Кастилия-Леон.
Впервые заявил о себе в лёгкой атлетике на международном уровне в сезоне 2001 года, когда вошёл в состав испанской национальной сборной и выступил на юношеском мировом первенстве в Дебрецене, где в ходьбе на 10 000 метров стал шестым.
В 2003 году на Кубке Европы в Чебоксарах стал пятым среди юниоров в личном зачёте 10 км и получил серебро командного зачёта. На юниорском европейском первенстве в Тампере выиграл бронзовую медаль в дисциплине 10 000 метров.
На молодёжном европейском первенстве 2005 года в Эрфурте закрыл десятку сильнейших в ходьбе на 20 км.
В 2008 году принял участие в Кубке мира в Чебоксарах, где испанские ходоки стали вторыми в командном зачёте 20 км. Помимо этого, занял седьмое место в ходьбе на 20 000 метров на иберо-американском чемпионате в Икике.
В 2009 году на Кубке Европы в Меце показал 11-й результат в личном зачёте 20 км и стал серебряным призёром командного зачёта.
В 2010 году участвовал в Кубке мира в Чиуауа, одержал победу на домашнем иберо-американском чемпионате в Сан-Фернандо.
На Кубке Европы 2011 года в Ольяне занял 17-е место в личном зачёте 20 км и вместе с соотечественниками стал победителем командного зачёта (изначально испанцы были вторыми, но после дисквалификации российской команды переместились на первую позицию).
В 2012 году отметился выступлением на Кубке мира в Саранске, но финишировал вдалеке от призовых позиций.
В 2013 году участвовал в Кубке Европы в Дудинце, занял 44-е место на чемпионате мира в Москве.
Начиная с 2014 года больше выступал на дистанции 50 км, в частности в этом сезоне показал 25-й результат на Кубке мира в Тайцане и 21-й результат на чемпионате Европы в Цюрихе.
В 2015 году в дисциплине 50 км занял 35-е место на чемпионате мира в Пекине.
На впервые проводившемся в 2016 году командном чемпионате мира по спортивной ходьбе в Риме с личным рекордом 3:55:06 стал одиннадцатым в гонке на 50 км, выиграв бронзовую медаль командного зачёта. Также на домашних соревнованиях в Ла-Корунье установил свой личный рекорд в дисциплине 20 км — 1:21:21. Выполнив олимпийский квалификационный норматив (1:24:00), удостоился права защищать честь страны на летних Олимпийских играх в Рио-де-Жанейро — в программе ходьбы на 20 км показал результат 1:27:50, расположившись в итоговом протоколе соревнований на 55-й строке.
В 2017 году на Кубке Европы в Подебрадах был девятым и третьим в личном и командном зачётах 50 км соответственно. На чемпионате мира в Лондоне с результатом 3:57:27 занял 26-е место.